# Klemmbaustein

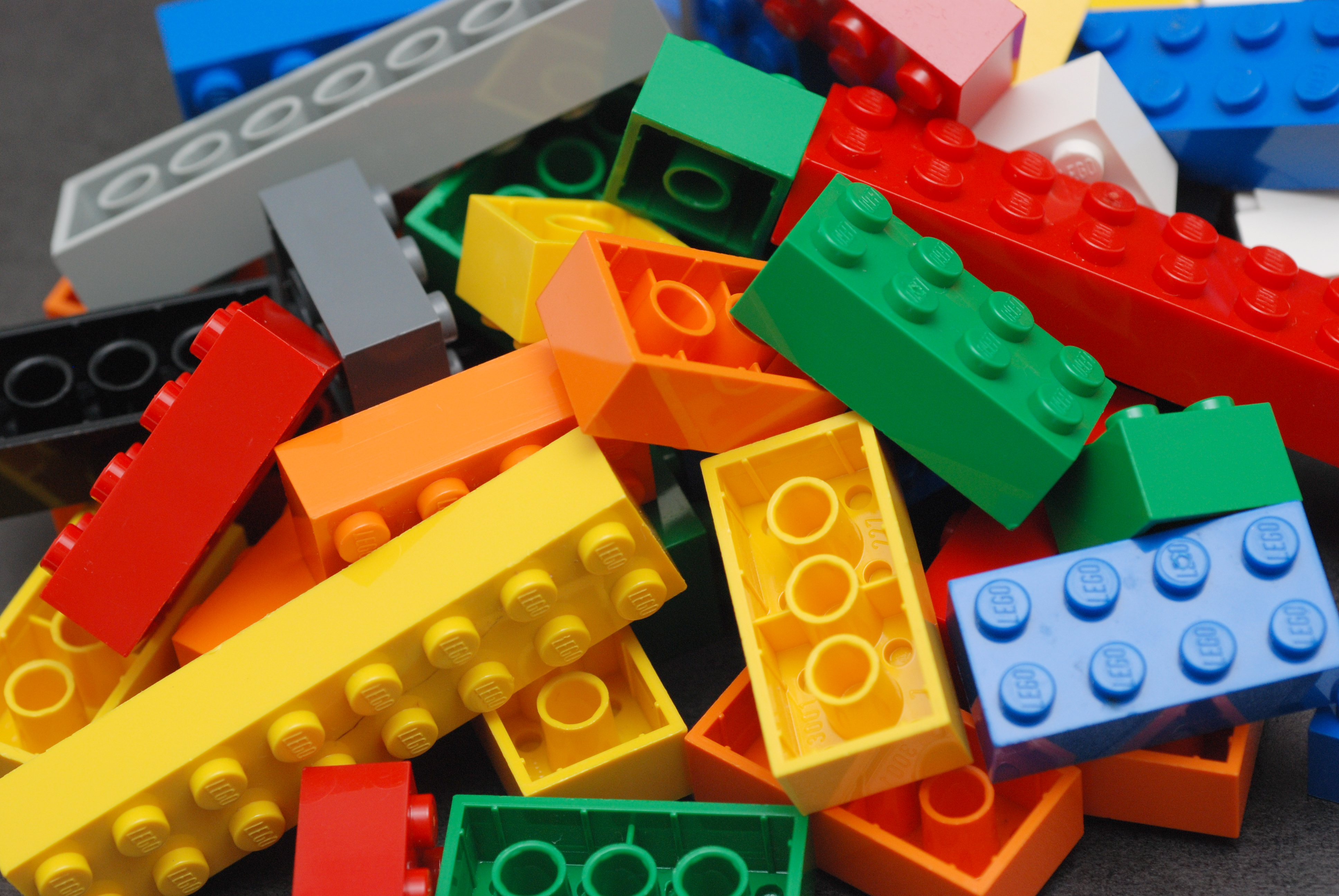
Das Lego-System ist das weltweit weitestverbreitete Klemmbaustein-System.

Klemmbausteine (auch Noppenbaustein oder Steckbaustein) sind modulare Konstruktionselemente, die üblicherweise aus Kunststoff gefertigt sind und die sich sowohl kraftschlüssig als auch formschlüssig zusammenbauen lassen. Die Basis-Bauteile sind meist quaderförmig, an der Oberseite in einem Rastermaß zylindrisch genoppt, an der Unterseite hohlkörperartig und an den Seiten glatt. Die strukturierte Oberseite wirkt durch Reibung und Formschluss mit der entsprechend negativ ausgestalteten Unterseite anderer Klemmbausteine zusammen, so dass sich komplexe Bauformen stecken lassen.

## Eigenschaften

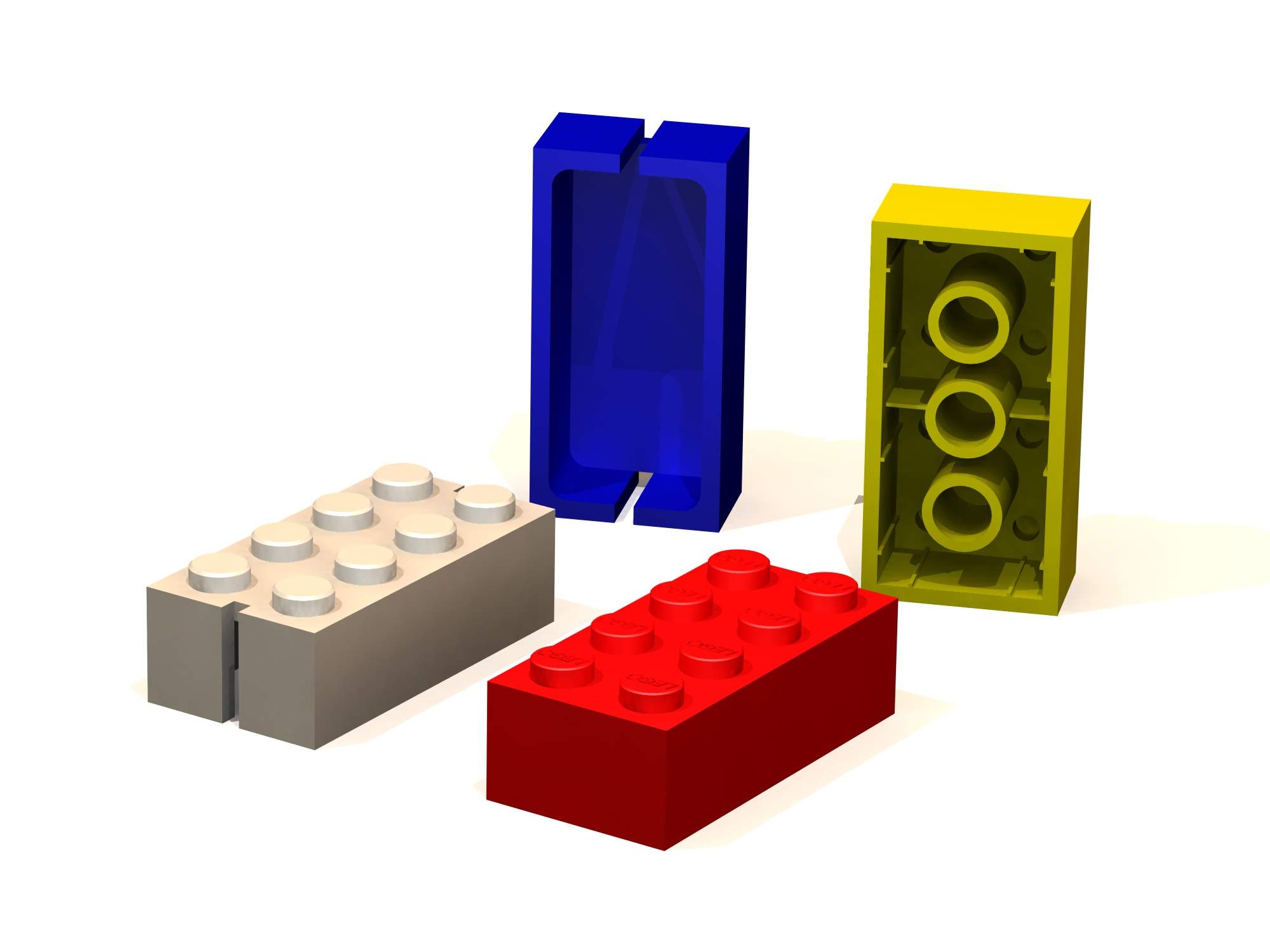
Kiddicraft- und Lego-Klemmbausteine in verschiedenen Farben.

Die meisten Klemmbaustein-Systeme gehören nach der Systematik der Spielwissenschaft zur Spielgattung der Konstruktionsspiele. Kennzeichnende Merkmale von Klemmbausteinen sind:
- Modularität: Entsprechend dem Baukastenprinzip kann das Ganze in Teile aufgeteilt und entlang definierter Stellen wieder zusammengesetzt werden.
- Variabilität: Bereits sieben gleichfarbige 4×2-Steine erlauben über 85 Milliarden Kombinationsmöglichkeiten.
- Rekombinierbarkeit: Steine lassen sich immer wieder unterschiedlich zueinander anordnen.

Erstrebenswerte Eigenschaften sind:
- Passung: Toleranzen von wenigen Mikrometern verhindern ein Klemmen, Stufen oder erkennbare Spaltmaße zwischen den Steinen.
- Elastizität: Durch geringfügige Verformung der Steine beim Klemmen wird eine dauerhafte Klemm- bzw. Haftwirkung erreicht. Der winzige Größenunterschied zwischen Noppe und Noppenaufnahme muss elastisch ausgeglichen werden.
- Form-, Farb- und Thermostabilität: Trotz der mechanischen Beanspruchung der Steine soll keine plastische Verformung oder Bruch durch Deformation oder Stoß erfolgen, weder Funktion noch Optik gemindert werden.
- Chemische Stabilität: hohe Resistenz gegenüber Witterungseinflüssen, natürliche Ultraviolett- und Ionisierende Strahlung
- Verschleißfestigkeit trotz Reversibilität: Klemmverbindungen sollen mechanisch rückstandsfrei zu trennen sein, bei möglichst wenig Abrieb.

Die Noppen von Klemmbausteinen halten im anderen Bauteil zunächst durch Kraftschluss – er verhindert, dass sie einfach wieder herausrutschen aus dem anderen Bauteil. Bezogen auf Klemmbausteine wird die Kraft, eine Noppe aus ihrer Aufnahme zu ziehen, umgangssprachlich auch „Klemmkraft“ genannt. Bausteine verschiedener Hersteller unterscheiden sich hierin mitunter. Quer zur Noppe wirkt vor allem der Formschluss.

### Abgrenzung
Im Vergleich zu den meisten keramischen oder hölzernen Bausätzen lassen sich Konstruktionen schaffen, die auch (in beschränktem Umfang) Zugkräfte ertragen. Gegenüber Metallbaukästen weisen Klemmbausteine jedoch nur eine schwache Bindigkeit auf, da sie meist ohne spezielle Verbinder auskommen; die Bindigkeit kann jedoch durch formschlüssige Querverbindungen erhöht werden. Metallbaukästen sind meist raumbildender.

### Pädagogischer Wert
Der Umgang mit Klemmbaustein-Spielzeug erfordert und schult die Visuomotorik, die Koordination von visueller und haptischer Wahrnehmung und des Bewegungsapparat (Auge-Hand-Koordination, Kraftdosierung/-aufbau), die Feinmotorik, die Farbwahrnehmung, das räumliche Vorstellungsvermögen sowie die Orientierung darin und die gedankliche Vorwegnahme von Handlungsschritten. Es fördert die Kreativität, Fantasie sowie den Spieltrieb und dient der Selbstwirksamkeitserfahrung.

## Material

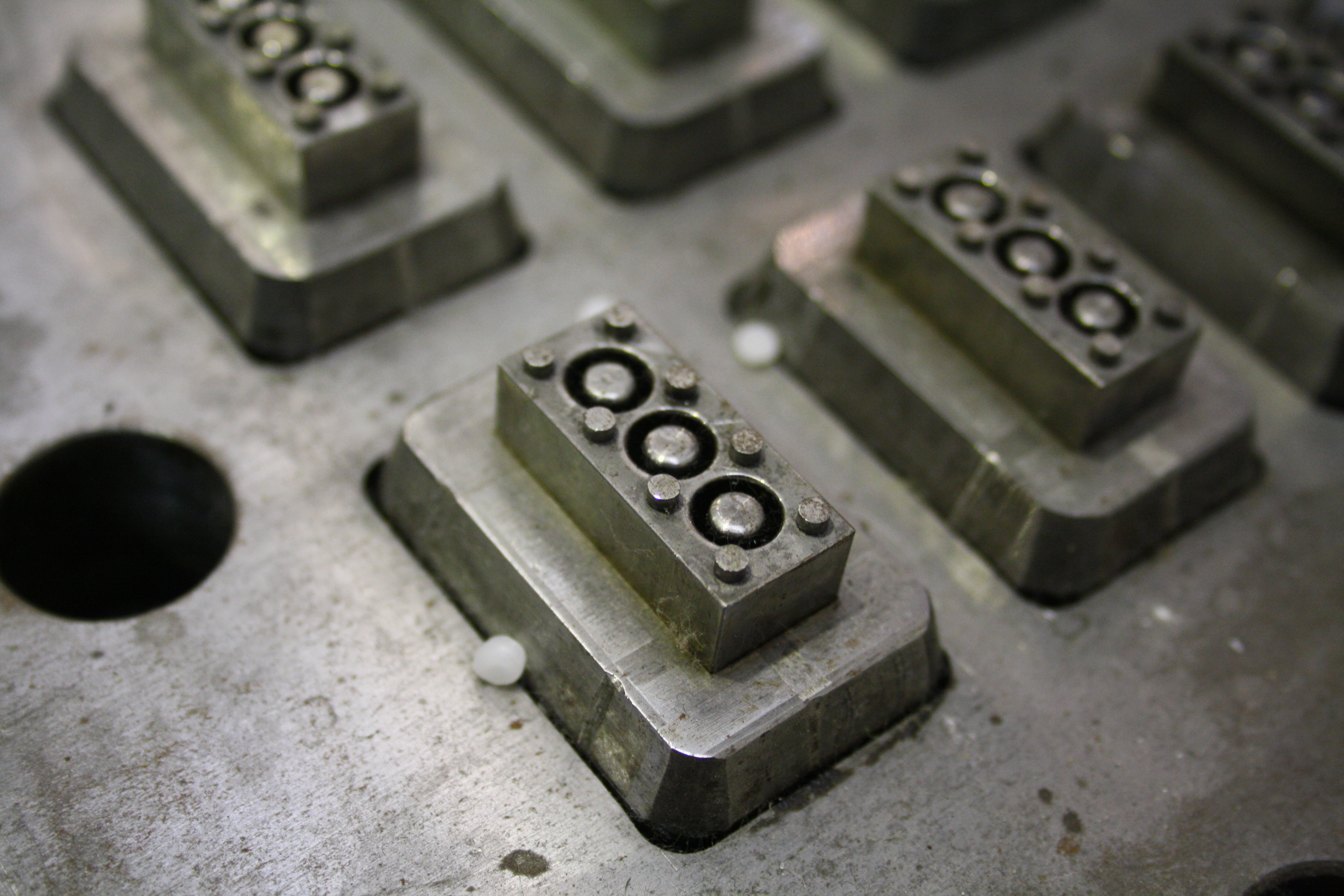
Spritzgusswerkzeug für 4×2-Blöcke

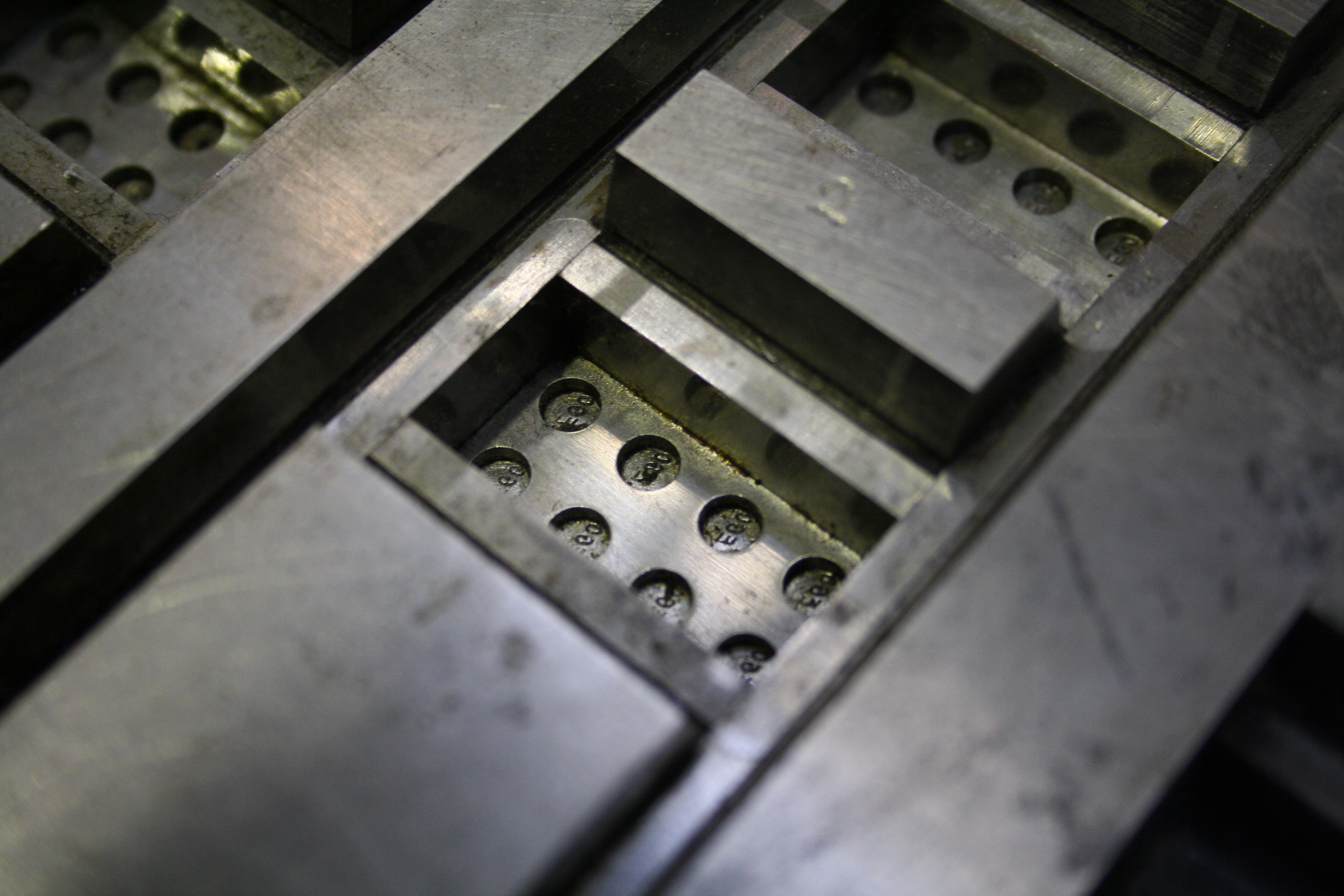
Spritzgussform Oberseite

Klemmbausteine werden fast immer aus thermoplastischem Kunststoff im Spritzgussverfahren gefertigt. (Andere Materialien siehe Kapitel Nachhaltigkeit.) Das Material der Klemmbausteine muss elastisch sein, um den Größenunterschied zwischen Noppen und Aussparung auszugleichen und eine bleibende Klemmwirkung zu erzeugen, dabei auch bei vielfacher De-/Montage sowie Zug-/Druckbelastung formstabil und bruchfest bleiben. Die Oberflächen sollten glatt aber griffig sein und Toleranzen von nur wenigen Mikrometern haben, da die Ober- und Unterseite der Klemmbausteine als Steckfassung füreinander dienen.

### Beispiel Lego
Lego nutzte anfangs das Material Celluloseacetat (CA), ein Acetat der Cellulose. Seit 1963 werden Legosteine aus dem Kunststoff Acrylnitril-Butadien-Styrol-Copolymerisat (ABS) hergestellt. Transparente Bauelemente bestehen aus Polycarbonat („Makrolon“) und Achsen wegen dessen höherer Torsionssteifigkeit aus Polyamid (PA). ABS hat ein geringes spezifisches Gewicht bei einer Dichte von 1,03 bis 1,07 g·cm−3. Durch die gute Schlagfestigkeit ist es bruchfest, eine Oberflächenhärte von 50–60 Shore macht es kratzfest gegenüber Fingernägeln. Das Material ist resistent gegen wässrige Chemikalien, jedoch unbeständig gegen Lösungsmittel wie Aceton. Celluloseacetat ist ein semisynthetisches Material (anthropogene Modifikation des Biopolymers Cellulose), alle anderen genannten Materialien sind vollsynthetisch und üblicherweise petrochemischen Ursprungs.
Das Kunststoffbauteil toleriert Erhitzen bis zu einer Temperatur von 80 °C und hat gute mechanische und akustische Dämpfungseigenschaften. Die verwendeten amorphen Thermoplaste sind matt glänzend, verschiedene Farben sind herstellbar.

### Nachhaltigkeit
Der Verwitterungsprozess von aus Acrylnitril-Butadien-Styrol-Copolymerisat (ABS) hergestellten Klemmbausteinen kann laut einem Forschungsergebnis der University of Plymouth im Meer je nach Bedingungen zwischen 100 und 1300 Jahre dauern, weshalb manche Hersteller den Umstieg auf nachhaltigere Rohstoffe anstreben; einige Hersteller fertigen Lego-kompatible Bausteine beispielsweise aus Holz, aus Bioethanol oder verwenden Harze aus Naturstoffen als Basis, ebenso sollen mitunter die Verpackungen umweltfreundlicher werden. Es gibt auch Klemmbausteine aus Pappe. Rote und gelbe Bausteine von Lego, die zwischen 1963 und 1981 gefertigt wurden, können unter Magensäureeinwirkung krebserregendes Cadmium freigeben in heutige Grenzwerte ca. 10-fach (Zitat: „by 1 order of magnitude“) überschreitender Menge.
Vom Standpunkt der Ressourcenherkunft war Celluloseacetat (siehe oben) nachhaltiger als die meisten heute genutzten Alternativen, da Cellulose nach Lignin das zweithäufigste Biopolymer ist – mit hohen Gehalten gerade in nicht essbaren Pflanzen und Pflanzenteilen (Blätter, Bagasse, Stroh etc.). Allerdings sind die Eigenschaften bzgl. biologischer Abbaubarkeit oft unbefriedigend. Bedenkenswert ist auch, dass Klemmbausteine oft mehrere Jahrzehnte in Nutzung verbleiben und daher allzu leichte Degradierung der gewünschten Eigenschaften – obwohl im Sinne der Vermeidung persistenter Abfälle wünschenswert – für den Nutzer eher geplanter Obsoleszenz gleichkommt.
Gerade bei petrochemischer Herkunft stellt sich zudem die Frage, ob der biologische Abbau (der letztlich im besten Fall den Kunststoff vollständig zu Wasser und CO2 abbaut) einer so genannten „thermischen Verwertung“ in modernen Müllverbrennungsanlagen mit entsprechender Filtertechnik vorzuziehen ist, da beim biologischen Abbau der immer noch erhebliche Heizwert von Plastikabfällen ungenutzt „verpufft“, während Müllverbrennung Strom, Fernwärme oder Ersatzbrennstoff liefern kann.
Nur wenn ein stoffliches Recycling (ohne Downcycling) ohne allzu hohen Energieaufwand gelingt, sind entsprechend als „grün“ beworbene Plastikmaterialien unzweifelhaft den bisherigen Werkstoffen in dieser Hinsicht überlegen. Hilfreich hierfür sind möglichst reine Stoffströme, zum Beispiel in Form von Pfandsystemen.

## Geschichte
1934 startete die Rubber Specialties Company in den Vereinigten Staaten die Produktion ihrer Bild-O-Brik aus Gummi. Von 1935 bis 1976 stellte die Premo Rubber Company die MiniBrix her. Das System bestand aus braunen Gummisteinen im Grundrastermaß 1 × 1⁄2 × 3⁄8 Zoll. Ab 1939 fertigte die Firma Halsam Products ihre American Bricks aus gepresstem Holz.
Die ELGO Plastic Company produzierte ab 1946 Klemmbausteine unter der Bezeichnung Elgo American Plastic Bricks. 1949 begann die dänische Firma Lego mit der industriellen Fertigung seines Automatic Binding Bricks, der allerdings wie seine Vorgänger innen hohl war und daher nur eine sehr geringe Haftwirkung erzeugte. Die Steine sind eine nahezu identische Kopie der 1947 erschienenen Self-locking Building Bricks der englischen Marke Kiddicraft des Spielzeugentwicklers Hilary Page. In der 1997 erschienenen Publikation Developing a Product bezieht sich Lego explizit auf die Herkunft des Klemmbausteins:

Automatic Binding Bricks […] were inspired by a couple of British plastic building bricks by the Kiddicraft company and sold only in Britain. […] we modified the design of the brick […]. The modifications […] included straightening round corners and converting inches to cm and mm, which altered the size by approx. 0.1 mm in relation to the Kiddicraft brick. The studs on the bricks were also flattened in top.

„Die Automatic Binding Bricks […] wurden von ein paar Kunststoffbausteinen der britischen Kiddicraft company inspiriert, die nur in Großbritannien verkaufte. […] Wir haben das Design des Bausteins geändert […]. Zu den Modifikationen […] gehörten das Eckigmachen der Rundecken und das Umwandeln von Zoll auf Zentimeter und Millimeter, wodurch sich die Größe gegenüber dem Kiddicraft-Stein um ca. 0,1 mm änderte. Die Noppen auf den Bausteinen wurden oben abgeflacht.“

## Kombinationsmöglichkeiten

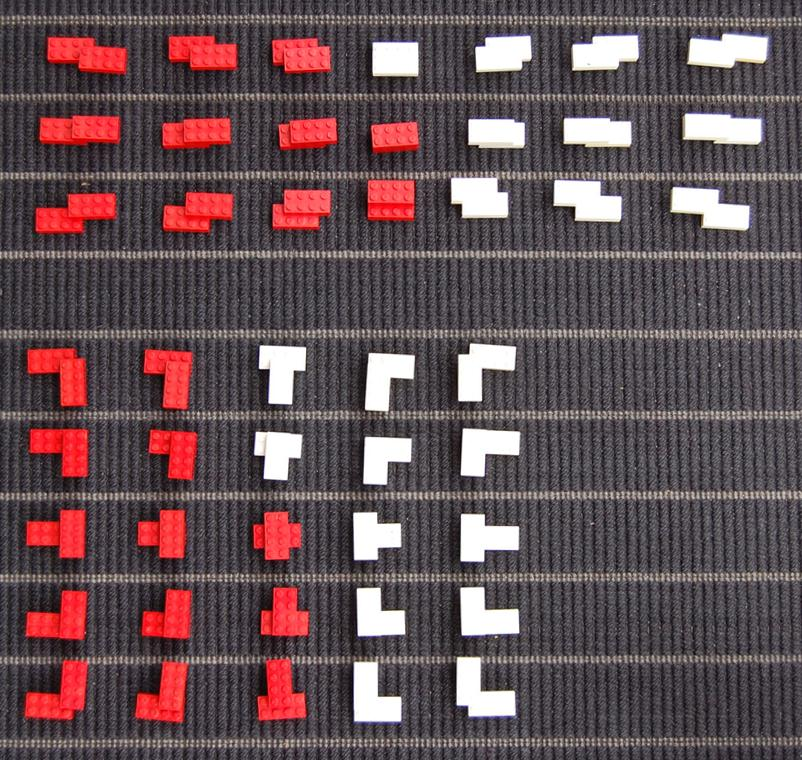
Alle 24 Möglichkeiten, zwei gleichfarbige 4×2-Steine anzuordnen. Alle weißen Paare sind jeweils bereits durch eines der roten Paare repräsentiert.

Klemmbausteine können mannigfaltig miteinander kombiniert werden. Zwei gleichfarbige 4×2 Steine können auf 24 Möglichkeiten angeordnet werden, bei dreien sind dies bereits 1560. Die Zahl der Kombinationen steigt bei nur sieben gleichfarbigen 4×2-Steinen auf über 85 Milliarden, wie eine Arbeit der Mathematischen Fakultät der Universität Aarhus darlegt.
| Anzahl gleichfarbiger 4×2-Steine | resultierende Kombinationsmöglichkeiten |
| 1                                | 1                                       |
| 2                                | 24                                      |
| 3                                | 1.560                                   |
| 4                                | 119.580                                 |
| 5                                | 10.116.403                              |
| 6                                | 915.103.765                             |
| 7                                | 85.747.377.755                          |

## Modelle und Hersteller

Maße der Klemmbausteine gemäß Lego-System

Klemmbaustein-Konstruktionsspielzeug wird meist in Baukästen mit Bauanleitung vertrieben, seltener als sortenreines oder gemischtes Schüttgut. Ergänzend zum Hauptmodell eines Bausatzes wird gelegentlich auch eine Bauanleitung für ein alternatives Modell („B-Modell“) beigelegt, häufig wird dann auch damit geworben („2-in-1“, „3-in-1“). Klemmbausteine werden in unterschiedlichen Formen, Größen und Systemen weltweit von verschiedenen Herstellern produziert, wobei die Mehrheit der Hersteller sich an den Konstruktionsmaßen von Lego orientiert, einem Rastermaß von 8 × 8 mm (und weitere Formvorgaben), um ihre Stecksysteme kompatibel zu halten. Die meisten Hersteller produzieren neben den Standardformen Spezialbausteine, auf die wiederum Klemmbausteine der eingangs beschriebenen Art aufsetzbar oder aufklemmbar sind.
Einige Hersteller konzentrieren sich auf so genannte MOCs („My Own Creation“), die von Baustein-Fans entwickelt und zum Nachbau freigegeben oder lizenziert wurden.

## Rechtsstreitigkeiten wegen Markenschutz

### Lego-System
Das Unternehmen Lego beklagte wiederholt konkurrierende Klemmbausteinhersteller vor Gericht. Die Klagen waren meist erfolglos, da die Gerichte das funktionale Design des Basissteins eher als eine Fragestellung des Patent- denn des Markenrechts bewerteten, und alle relevanten Legopatente abgelaufen sind. Lego selbst übernahm in den späten 1940er Jahren die Maße der Steine weitgehend von einer Erfindung des britischen Spielzeugentwicklers Hilary Page.
Lego und Tyco Toys stritten in den 1980er Jahren vor US-amerikanischen Gerichten um Tycos Klemmbausteine, wobei beide Hersteller den Sieg für sich reklamierten. Am 31. August 1987 entschied das US-Bezirksgericht, dass Tyco weiterhin Legosystem-kompatible Steine mit dem Produktnamen Super Blocks herstellen könne, ordnete aber an, dass Tyco die Verwendung der Lego-Marke unterlasse und nicht mit „Lego, aber nur billiger“ werben dürfe. Durch Legos Klage in Hongkong gegen Tyco Super Blocks erwirkte Lego eine einstweilige Verfügung, die Tyco zwang, das Fertigen Lego-kompatibler Steine aus der Zeit nach 1973 einzustellen. Tyco wurde auch in Österreich, Italien und Kanada von Lego verklagt.
Der kanadische Hersteller Mega Bloks wurde verklagt, weil die Verwendung des Verbundsteinsystems aus „Noppen und Röhren“ eine Verletzung der von Lego gehaltenen Marken darstellt. Am 17. November 2005 bestätigte der Oberste Gerichtshof von Kanada das Recht von Mega Bloks, das Produkt weiterhin in Kanada zu verkaufen. Am 12. November 2008 traf das Gericht der Europäischen Union in erster Instanz eine ähnliche Entscheidung. Am 14. September 2010 entschied der Europäische Gerichtshof, dass das achtnoppige Design des ursprünglichen Legosteins „lediglich eine technische Funktion erfüllt [und] nicht als Marke eingetragen werden kann“ (bzgl. Steine-Nachbau; jedoch ist er noch immer als 3D-Marke geschützt bzgl. Werbezwecken/Firmenlogos u. ä.).
Die englische Firma Best-Lock Construction Toys verklagte Lego vor deutschen Gerichten im Jahr 2004 und 2009. Im letztgenannten Fall lehnte der Bundesgerichtshof den Lego-Markenschutz für die Form seiner Steine ab.
2002 verklagte Legos Schweizer Tochtergesellschaft Interlego AG erfolgreich die Gesellschaft Tianjin CoCo Toy Co. Ltd. wegen Urheberrechtsverletzung. Ein Berufungsgericht stellte fest, dass viele CoCo-Sets gegen geltendes Recht verstoßen. CoCo wurde angewiesen, die Herstellung der gegen geltendes Recht verstoßenden Sets einzustellen, eine formelle Entschuldigung in der Beijing Daily zu veröffentlichen und eine kleine Entschädigung an Interlego zu zahlen. In der Berufung bestätigte der Oberste Volksgerichtshof in Peking das Urteil des Gerichtshofs.
Im Jahr 2000 meldete Lego eine dreidimensionale Marke für seine Minifiguren an, die Best Lock bereits 1998 dupliziert hatte. So klagte Best Lock 2012, um die Marke zu widerrufen. Am 16. Juni 2015 bestätigte der Europäische Gerichtshof die Figurmarke von Lego. Lego hatte im Jahr 2009 seine Urheberrechtsansprüche in einer US-Zolldatenbank hinterlegt, die zur Beschlagnahme von Best-Lock-Sendungen aus Asien führten. Im Oktober 2011 reichte Lego beim United States District Court in Hartford eine Klage gegen Best-Lock wegen der Minifigurenmarke ein. Mega Bloks gewann 2010 ein Verfahren vor dem obersten Gerichtshof der EU gegen die Markeneintragung eines roten Spielzeugbausteins durch Lego.
Jon Capriola hatte 2002 die Idee eines Leuchtbausteins, genannt Laser Pegs, der 2006 zum Patent angemeldet und 2009 schließlich erteilt wurde. Lawrence Rosen von LaRose Industries wurde von Capriola angesprochen, um im Februar 2011 auf der American International Toy Fair in das Unternehmen zu investieren. Stattdessen meldete Rosen ein beschleunigtes Patent an und erhielt es 2012. Die Cra-Z-Art-Abteilung von LaRose Industries begann dann mit der Produktion von Lite Brix Leuchtblöcken. Im Jahr 2013 verklagt Capriolas Unternehmen Rosen wegen Patentverletzung, während Rosen die Löschung seines Patents beim United States Patent and Trademark Office beantragte. Im Jahr 2014 wurde Light Stax als weiterer LED-lichtkompatibler Baustein eingeführt.
Im Jahr 2011 verklagte Lego die Guangdong Jumbo Grand Plastic Moulding Industrial wegen nachgeahmter Verpackungen von BanBao. Die beiden Unternehmen einigten sich außergerichtlich, wobei Guangdong sich bereit erklärte, eigenständige Verpackungen aufzulegen und eine neue Figur, ToBees genannt, zu produzieren.
2016 gab Lego bekannt, dass sie rechtliche Schritte gegen den chinesischen Hersteller Guangdong Loongon einleiten werde, der die Marke Lepin produziert und für Plagiate von Legosets bekannt ist. 2019 wurden bei Razzien der chinesischen Polizei gefälschte Lego-Sets im Wert von 26 Millionen Euro beschlagnahmt.
Im Jahr 2021 erwirkte Lego eine einstweilige Verfügung gegen BlueBrixx, weil sie sich bei einigen Figuren in ihren Markenrechten verletzt sahen. BlueBrixx legte Einspruch gegen diese Verfügung ein, der in der ersten und zweiten Instanz jedoch abgelehnt wurde. Das Urteil wurde 2023 von dem Gericht der Europäischen Union größtenteils bestätigt. Das Gericht stellte aber auch fest, dass mit Lego-kompatible Minifiguren nicht grundsätzlich schützbar seien.
Im Jahr 2024 klagte Lego BlueBrixx wegen vorgeworfener Nachahmung bestimmter Bausteine erneut an, bei denen sie sich das Unternehmen in seinen gewerblichen Schutz- und Urheberrechten verletzt sieht.

## Videos
- JANGBRiCKS: Bricks Before LEGO auf YouTube, 30. Januar 2016 (englisch; Laufzeit: 8:02 min).
- Johnny's World: Wie der Stein das Klemmen lernte auf YouTube, 23. August 2019 (Laufzeit: 21:05 min).
- Johnny's World: 25 Lego Alternativen – legale sowie moralisch zweifelhafte! auf YouTube, 17. Oktober 2018 (Laufzeit: 33:58 min).
- klemmbausteinlyrik: Wie LEGO Steine entstehen. auf YouTube, 21. Januar 2018 (Laufzeit: 8:14 min).